# کیشی قره‌اوی
کیشی قره‌اوی (به قزاقی: Kishi Qaraoy) یک منطقهٔ مسکونی در قزاقستان است که در استان آلماتی واقع شده‌است.